# Sierra de la Capelada
La Sierra de la Capelada es una sierra en el norte de la provincia de La Coruña (Galicia, España), que pertenece a los municipios de Cedeira, Cariño y Ortigueira. Allí se encuentran unos de los acantilados más altos de Europa (613 m de caída al mar en la Garita de Herbeira), junto a los de Cabo Enniberg, Croaghaun, Preikestolen, Slieve League y Cabo Girão. Geológicamente es un lugar de gran interés.
También alberga al santuario de San Andrés de Teixido, con gran devoción en Galicia.